# Samson Raphaelson

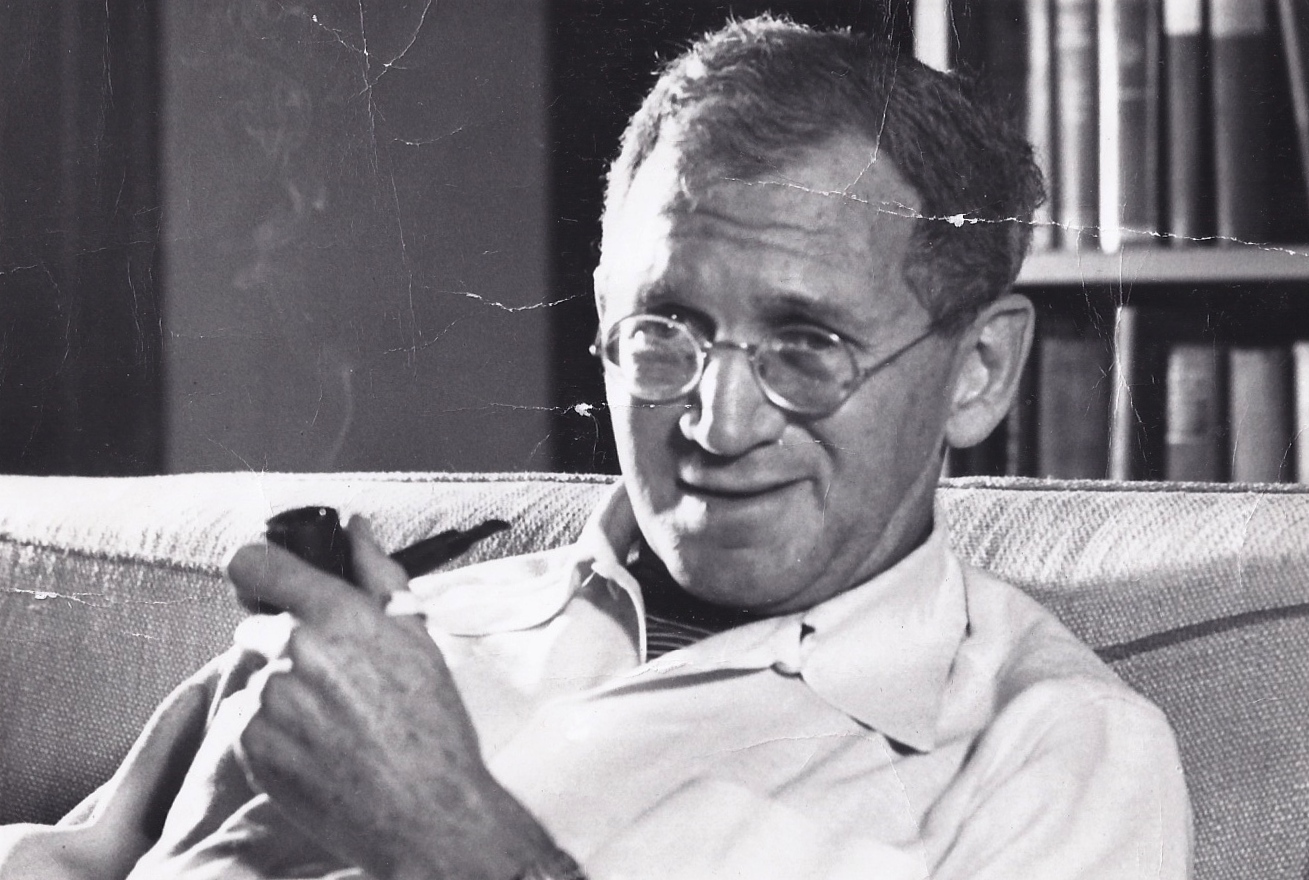
Samson Raphaelson

Samson Raphaelson (* 30. März 1896 in New York City, New York; † 16. Juli 1983 ebenda) war ein US-amerikanischer Drehbuchautor.

## Leben
Raphaelson studierte an der Universität von Illinois und war dort zunächst als Englischlehrer tätig. Später arbeitete er in der Werbebranche, als Journalist und Fotograf. Nachdem ein Bühnenstück von ihm zur Vorlage für den ersten Tonfilm wurde, begann seine Karriere als Drehbuchautor. Insbesondere in der Zusammenarbeit mit dem Regisseur Ernst Lubitsch entstanden sehr erfolgreiche Komödien, aber auch der Thriller Verdacht unter der Regie von Alfred Hitchcock.
1977 wurde er von der Writers Guild of America mit dem Laurel Award for Screen Writing Achievement ausgezeichnet. Sein Neffe war der Filmemacher Bob Rafelson.

## Filmografie (Auswahl)

### Drehbuch
- 1931: Der lächelnde Leutnant (The Smiling Lieutenant)
- 1931: Der Mann, den sein Gewissen trieb (Broken Lullaby)
- 1932: Ärger im Paradies (Trouble in Paradise)
- 1932: Eine Stunde mit Dir (One Hour with You)
- 1934: Die lustige Witwe (The Merry Widow)
- 1937: Engel (Angel)
- 1937: The Last of Mrs. Cheyney
- 1940: Rendezvous nach Ladenschluß (The Shop Around the Corner)
- 1941: Verdacht (Suspicion)
- 1943: Ein himmlischer Sünder (Heaven Can Wait)
- 1945: Broadway–Melodie 1950 (Ziegfeld Follies)
- 1946: The Harvey Girls
- 1947: Taifun (Green Dolphin Street)
- 1948: Die Frau im Hermelin (That Lady in Ermine)
- 1949: Damals im Sommer (In the Good Old Summertime)

### Literarische Vorlage
- 1927: Der Jazzsänger (The Jazz Singer)
- 1935: Eine Frau von 20 Jahren (Accent on Youth)
- 1941: Eheposse (Skylark)
- 1952: Jazz Singer (The Jazz Singer)
- 1956: Die Männer um Hilda Crane (Hilda Crane)
- 1959: Bei mir nicht (But Not for Me)
- 1981: Der Jazz-Sänger (The Jazz Singer)
- 1987: Suspicion, der Verdacht (Suspicion) – Vorlage: Drehbuch zu Verdacht